# Proof of Work
Proof-of-work (PoW) (dowód pracy) jest jedną z metod (algorytmem) osiągania konsensusu w sieci używającej blockchain. Taki model osiągania konsensusu jest używany przy tworzeniu nowych bloków kryptowaluty Bitcoin.
Jest formą kryptograficznego potwierdzenia, w którym jedna strona udowadnia innym, że pewien wysiłek obliczeniowy został poświęcony na jakiś cel. Weryfikatorzy mogą następnie potwierdzić te wydatki przy minimalnym wysiłku z ich strony.